# Малые Овчиненки
Ма́лые Овчи́ненки (бел. Малыя Аўчыненкі) — деревня в Шкловском районе Могилёвской области Белоруссии, входит в состав Старошкловского сельсовета

## География
Деревня расположена в 12 километрах к юго-западу от Шклова, в 52 от Могилёва, в 14 километрах от железнодорожной станции Шклов на линии Могилёв — Орша. Транспортная связь по трассе Шклов — Черноручье, которая проходит через деревню. На юго-западе протекает река Серебрянка (приток Днепра)

## История
В 200 метрах на восток от деревни расположен курганный могильник, который свидетельствует о заселении этой местности в глубокой древности.
Согласно письменным источникам известна с XIX века как деревня Овчиненки. В 1897 году в Шкловской волости Могилёвского повета Могилёвской губернии. Имелись школа грамоты, два хлебозапасных магазина, постоялый дом. Неподалеку была усадьба (один двор, три жителя).
В середине 1920-х годов деревня Овчиненки разделена на две: Большие Овчиненки и Малые Овчиненки. На базе дореволюционной школы создана трудовая школа 1 ступени. С 1924 года по 26 июня 1930 — в составе Чернянского сельсовета (центр — деревня Большое Чёрное) Шкловского района Могилёвского округа. В 1934 году организован колхоз «Красный Октябрь». С 20 февраля 1938 года в составе Могилевской области.
В Великую Отечественную войну с июля 1941 года до 27 июня 1944 года Малые Овчиненки были оккупированы немецко-фашистскими захватчиками.
В 1990 году в составе колхоза им. Карла Маркса (центр — деревня Большое Чёрное). В деревне располагались производственная брига и ферма крупного рогатого скота.
В 2007 году деревня в составе ЗАО «Шкловский агросервис»

## Население

### Численность
- 2009 год — 89 жителей

### Динамика
- 1897 год — 68 дворов, 478 жителя
- 1909 год — 77 дворов, 555 жителей
- 1990 год — 57 дворов, 132 жителя
- 1997 год — 52 двора, 132 жителя
- 2007 год — 41 двор, 91 житель

## Галерея

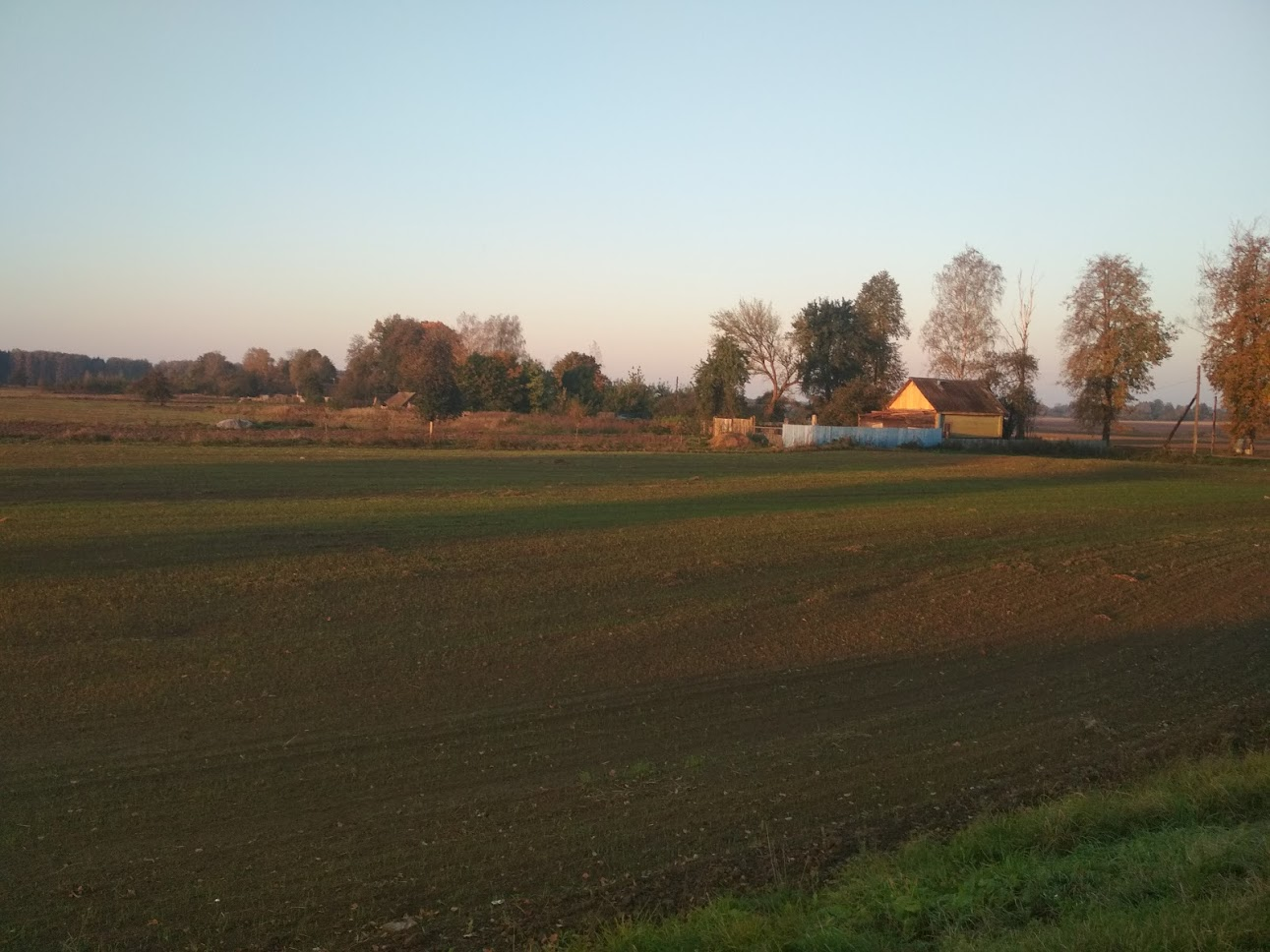
Вид на улицу Луговую
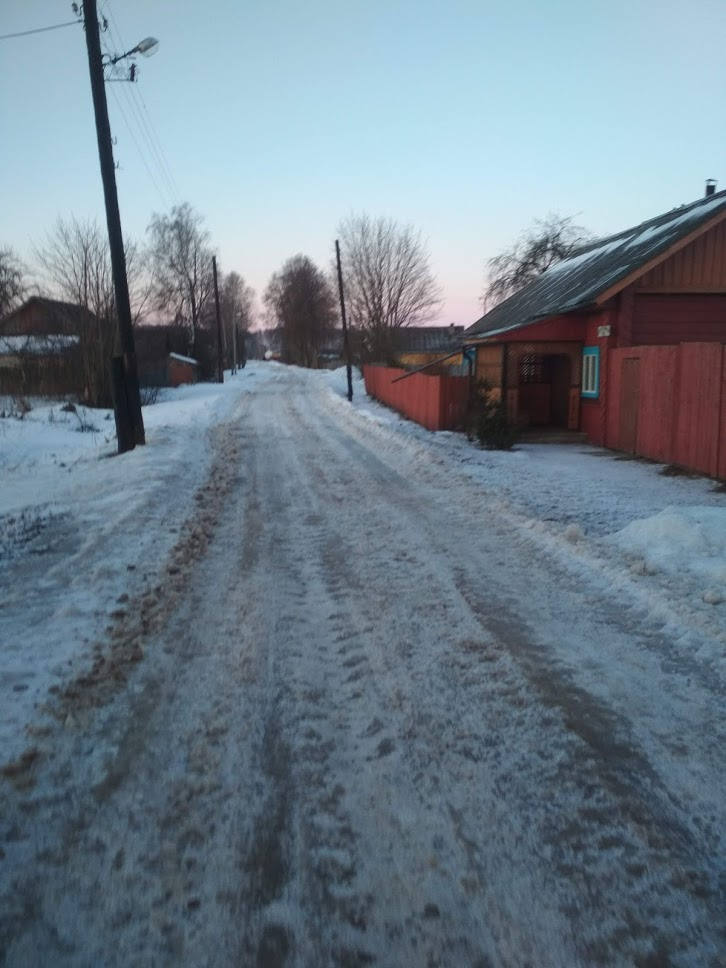
Улица Луговая
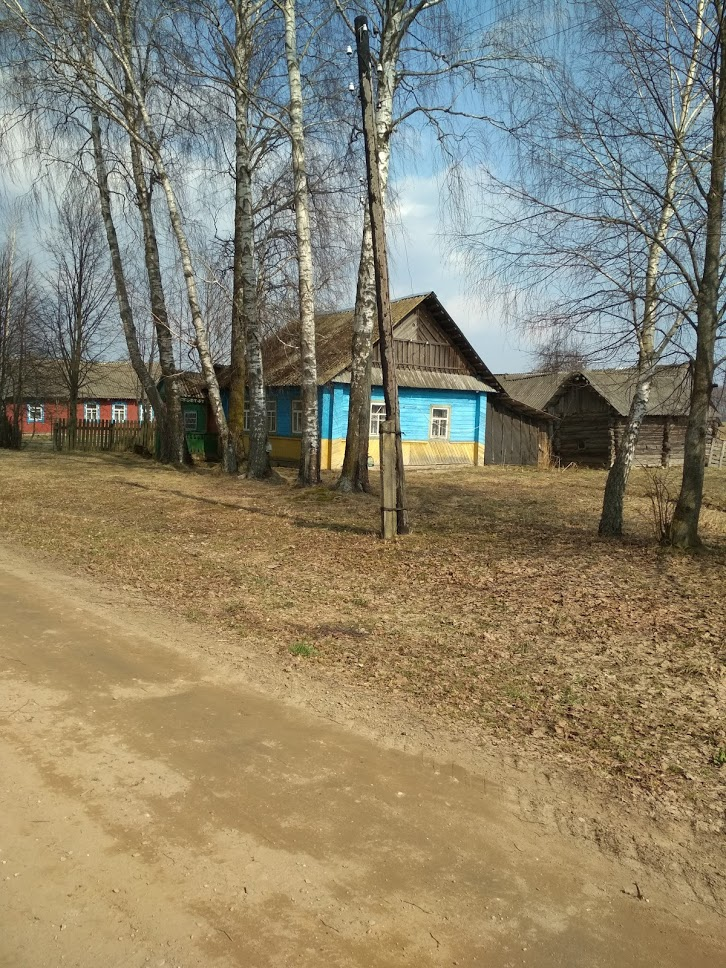
Жилые дома
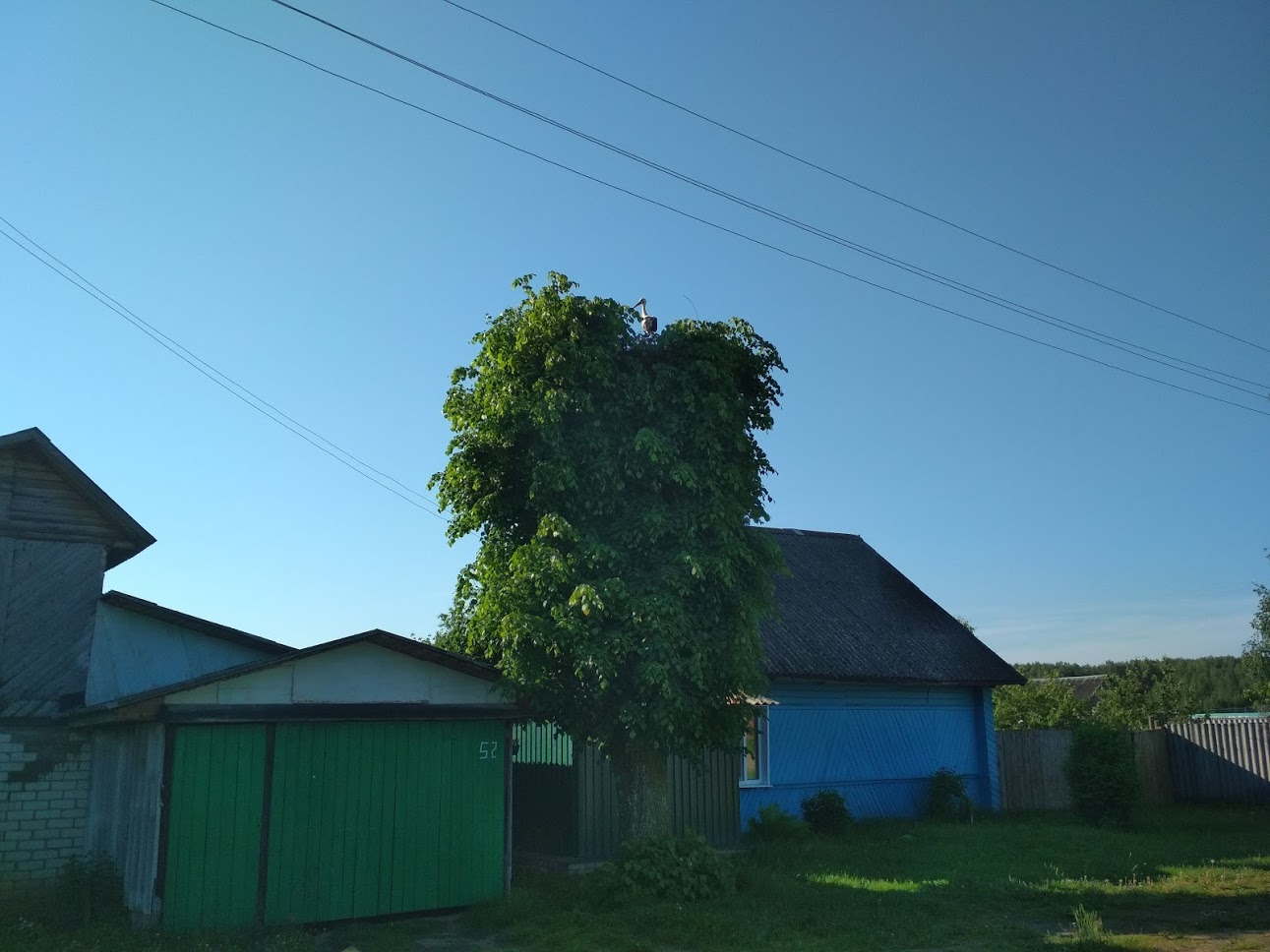
Аист весной
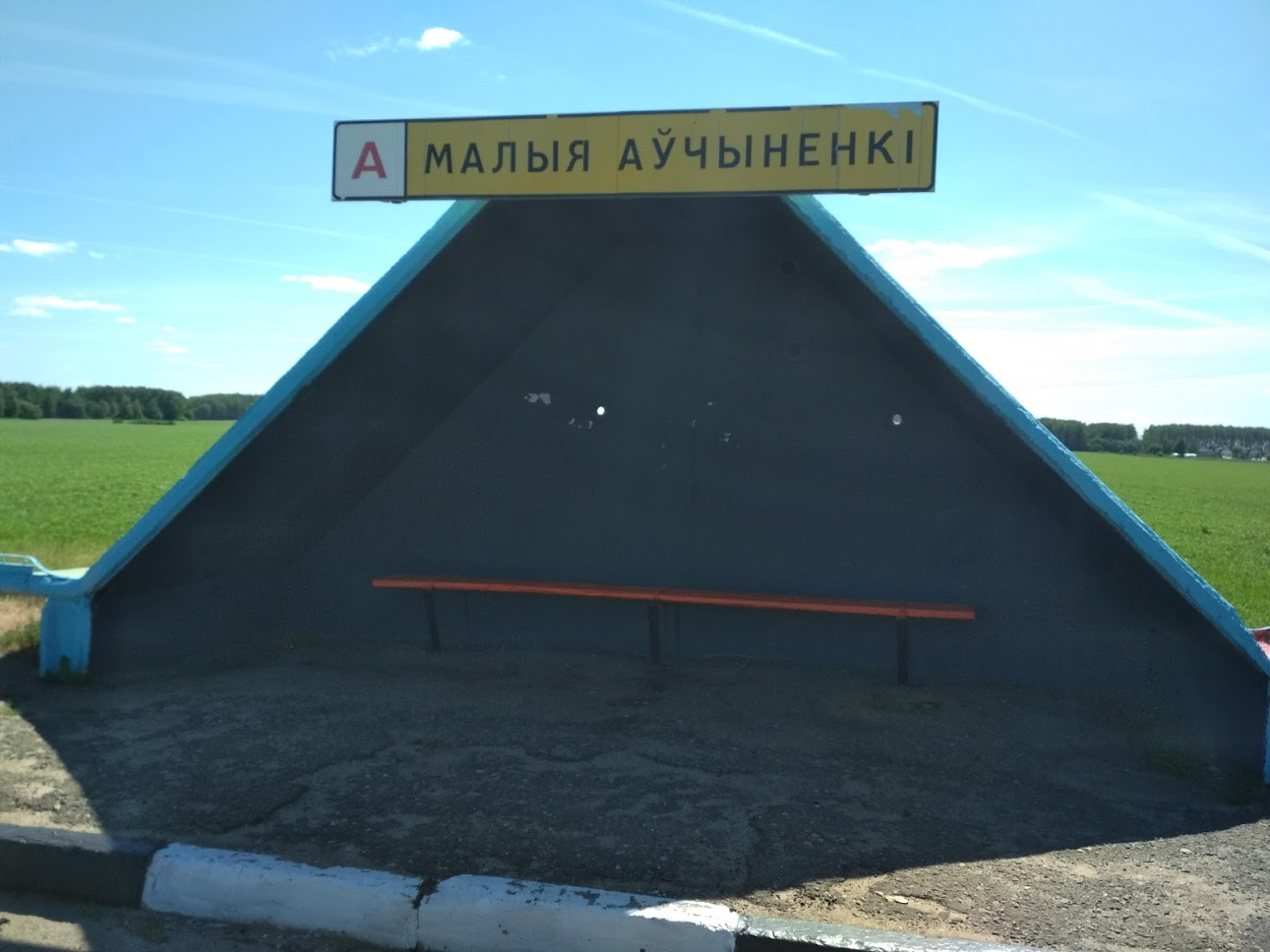
Автобусная остановка